# الأولاد من البرازيل
الأولاد من البرازيل (بالإنجليزية: The Boys from Brazil)‏ هو فيلم إثارة تم إنتاجه في المملكة المتحدة والولايات المتحدة وصدر في سنة 1978. الفيلم من إخراج فرانكلين شافنر من بطولة غريغوري بيك ولورنس أوليفيه وجيمس ماسون.

## الميزانية والإيرادات
بلغت تكلفة إنتاج الفيلم حوالي 12 مليون دولار بينما حقق إيرادات تقدر بـ 19 مليون دولار.

## وصلات خارجية
- الأولاد من البرازيل على موقع IMDb (الإنجليزية)
- الأولاد من البرازيل على موقع ميتاكريتيك (الإنجليزية)
- الأولاد من البرازيل على موقع الموسوعة البريطانية (الإنجليزية)
- الأولاد من البرازيل على موقع روتن توميتوز (الإنجليزية)
- الأولاد من البرازيل على موقع نتفليكس (الإنجليزية)
- الأولاد من البرازيل على موقع ألو سيني (الفرنسية)
- الأولاد من البرازيل على موقع Turner Classic Movies (الإنجليزية)
- الأولاد من البرازيل على موقع أول موفي (الإنجليزية)
- الأولاد من البرازيل على موقع بوكس أوفيس موجو (الإنجليزية)
- الأولاد من البرازيل على موقع فيلمافينيتي (الإسبانية)